# 富士松站
富士松站（日语：／ Fujimatsu eki */?）是一個位於日本愛知縣刈谷市今川町一丁目，屬於名古屋鐵道（名鐵）名古屋本線的鐵路車站。車站編號為NH21。

## 車站構造
對向式月台2面2線的地面車站。月台長6節。
| 月台 | 路線       | 方向 | 目的地               |
| ---- | ---------- | ---- | -------------------- |
| 1    | 名古屋本線 | 下行 | 金山、名鐵名古屋方向 |
| 2    | 名古屋本線 | 上行 | 東岡崎、豐橋方向     |

### 配線圖
| ← 東岡崎、 豐橋方向 | 牛田站 構內配線略圖 | → 神宮前、 名古屋方向 |
| 图例 参考文献：     |                     |                       |

## 相鄰車站
名古屋鐵道
 名古屋本線
□快速特急、■特急、■急行、■準急
通過
■普通
一木（NH20）－富士松（NH21）－豐明（NH22）

## 外部連結
- 富士松 - 名古屋鐵道